# تمرد درسيم
تمرد درسيم كانت انتفاضة ضد الحكومة التركية، وقعت بين عام 1937 و1939 في منطقة درسيم، التي تناظرها اليوم محافظة تونجيلي في تركيا، وكان أبرز زعمائها الروحيين والقبليين سيد رضا. وكان سببها المقاومة المسلحة لرؤساء الإقطاعي المحلي (agas) ضد قانون إعادة التوطين 1934 والنقل القسري للسكان، ضمن تنفيذ حكومة تركيا المركزية لسياسة التتريك آنذاك، وهي أكبر انتفاضة كردية في تركيا بعد ثورة الشيخ سعيد عام 1925، قتل فيها الآلاف من العلويين والأكراد الزازيين وشُرّد داخليًا الكثيرون بسبب الصراعات بين المتمردين المحليين وقوات الدولة. وقد دافع البعض عن الحادث معتبرين إياه ردود فعل عسكرية مشروعة، بينما أدانه آخرون باعتبار ما جرى جريمة إبادة جماعية أو إبادة عرقية.

في عام 2011 ، قدّم رئيس الوزراء التركي رجب طيب أردوغان اعتذارًا رسميًا باسم الدولة التركية عن المجزرة، واصفا إياها بأنها «واحدة من أكثر الأحداث مأساوية في تاريخ تركيا الحديث».

## التمرد في درسيم

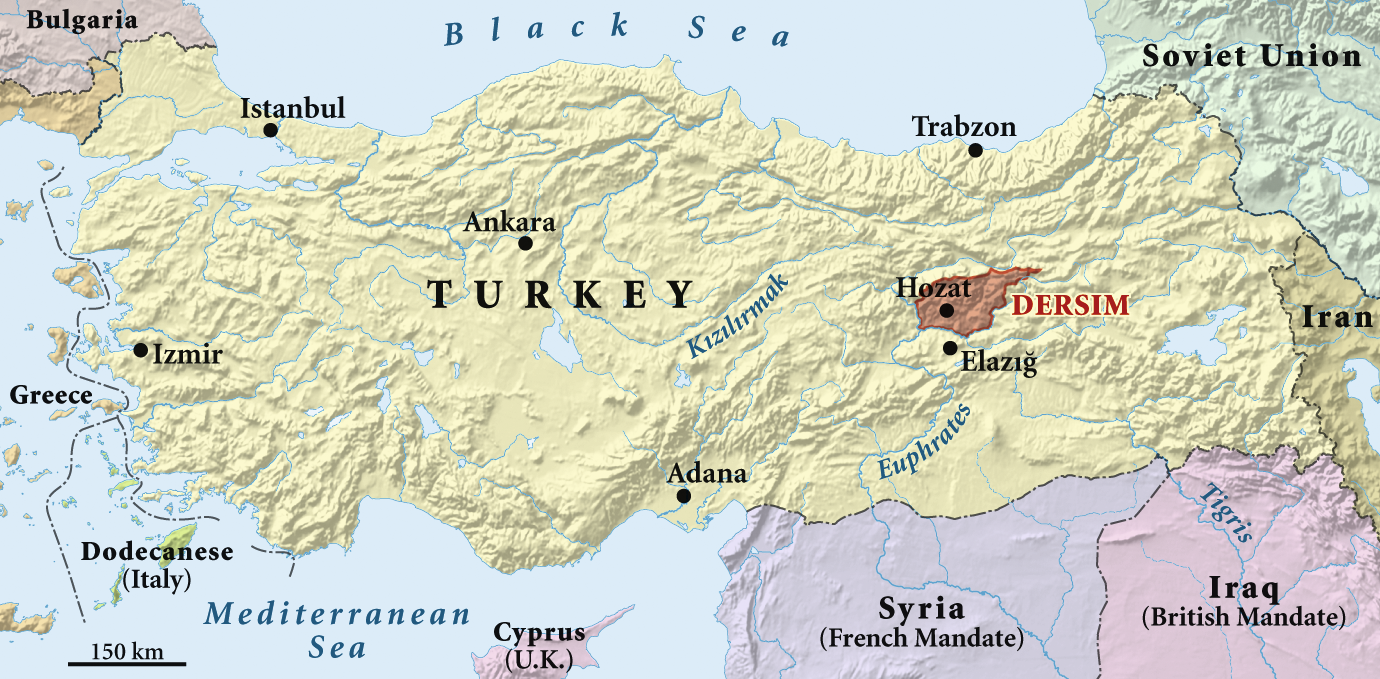
درسيم العام 1937

في عام 1934 ، صدر قانون في تركيا لإعادة التوطين، كما هدف لاستيعاب الأقليات العرقية داخل البلاد. تدابيره شملت النقل القسري للسكان داخل البلد، وذلك لتعزيز التجانس الثقافي. في عام 1935 ، صدر قانون تونجلي لتطبيق قانون إعادة التوطين في المنطقة المسماة حديثا تونجلي، وحتى الآن تعرف باسم درسيم والتي يسكنها الأكراد والعلويون زازا. هذه المنطقة كان لها سمعة الثائر، بعد أن كان مشهدًا من أحد عشر فترة منفصلة من النزاعات المسلحة على مدى السنوات الأربعين السابقة.
بعد لقاءات عامة في يناير (كانون الثاني) عام 1937 ، كُتِبت رسالة احتجاج ضد القانون ليتم إرسالها إلى الحاكم المحلي. وفقًا لمصادر كردية، أُلقي القبض على باعثي الرسالة. نصب الأكراد كمينًا لقافلة الشرطة ردًا على ذلك، وكان هذا الحدث الأول من الصراعات المحلية. وتم نشر نحو 25000 جندي لقمع التمرد. أنجزت هذه المهمة بحلول الصيف وعلقت قادة التمرد، بما في ذلك الزعيم القبلي سيد رضا [الإنجليزية]. ومع ذلك، واصلت فلول قوات المتمردين في المقاومة وتمت مضاعفة عدد القوات في المنطقة. الأساليب التي استخدمها الجيش كانت وحشية، بما في ذلك القتل الجماعي للمدنيين، وهدم المنازل، وترحيل السكان من مناطق أقل عدائية. كما قصفت المنطقة من الجو. واستمر المتمردون في المقاومة حتى ساد الهدوء في المنطقة في أكتوبر تشرين الأول 1938.

## عدد القتلى
المؤرخون قد أكدوا أن العدد الإجمالي للوفيات قرابة 14 ألف كردي حسب أردوغان وعشرات الآلاف حسب مصادر أخرى. وقد تم إجلاء قسرا نحو 11000 شخصا من درسيم. وقد توصل المؤتمر العام 2008 الذي نظمه نادي القلم الكردي إلى الاستنتاج بأن تركيا ارتكبت أعمال إبادة جماعية.

## الجدل حول الإبادة الجماعية
كثير من الأكراد الاتراك وبعض اليسارية العرقية تعتبر الأحداث التي وقعت في درسيم إبادة جماعية. وأبرز دعاة هذا الرأي هو إسماعيل يسشكي. بموجب القوانين الدولية، فإن الإجراءات التي اتخذتها السلطات التركية ليست إبادة جماعية، لأنها لم تستهدف إبادة الأكراد كشعب، ولكن في إعادة التوطين والقمع. وقد تحدث العلماء بدلا من الإبادة العرقية موجها ضد اللغة الكردية والهوية.
في مارس 2011، قضت محكمة تركية أنه لا يمكن أخذ تصرفات الحكومة التركية في درسيم إبادة جماعية وفقا للقانون بسبب أنها لم تكن موجهة بشكل منهجي ضد جماعة عرقية.

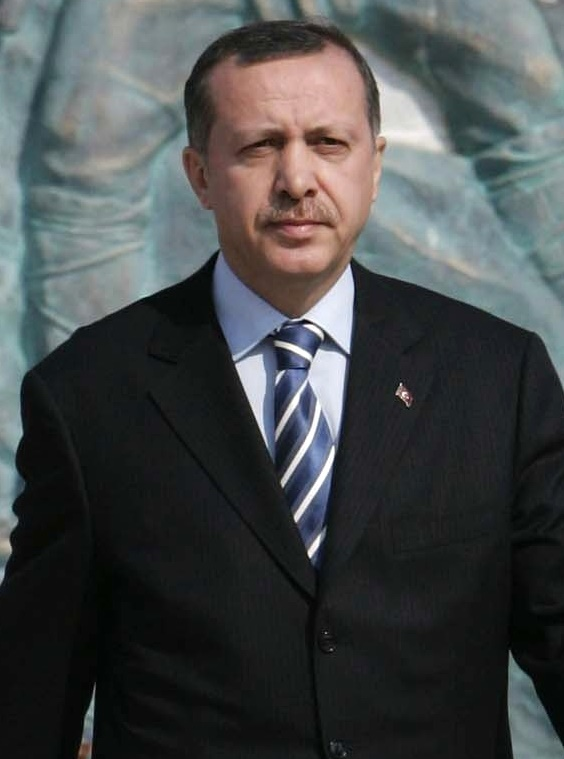
رجب طيب اردوغان

## اعتذار الحكومة
في 23 نوفمبر 2011، اعتذر رئيس الوزراء التركي رجب طيب اردوغان نيابة عن الدولة، عن مذبحة درسيم خلال لقاء متلفز لحزبه في أنقرة. وقد وجهت بحدة في تعليقاته إلى زعيم المعارضة كمال كليشدار أوغلو رئيس حزب الشعب الجمهوري أن يتحمل مسؤوليته عن الحملة، ومؤسس حزبها مصطفى كمال أتاتورك.
وذكر أردوغان أن الحزب كان في السلطة في ذلك الوقت من المذبحة. ووصف المجزرة بأنها واحدة من أكثر الأحداث المأساوية في تاريخ تركيا مشيرا إلى أنها تسعى إلى تبرير الواقعة بأنها رد مشروع على الأحداث، وكانت في الواقع عملية مخططا لها.
كانت هناك تكهنات في الصحافة التركية أن اعتذار أردوغان قد يكون مقدمة لاعتذار عن أحداث أخرى في التاريخ التركي، والتي قد تكون تصريحاته تهدف إلى الدفاع عن نفسه ضد الاتهامات بالنفاق في انتقاده لانتهاكات حقوق الإنسان من قبل الرئيس السوري بشار الاسد.